# Poliçan
Poliçan ([pɔlit͡ʃan]; bepaalde vorm: Poliçani) is een stad (Albanees: bashki) in Zuid-Albanië. De stad telt 11.000 inwoners (2011) en maakt deel uit van de prefectuur Berat. Poliçan werd pas in de jaren 1960 gesticht als lokaal bestuurscentrum en vestigingsplaats van industrie.
De stad is gelegen op een heuvel boven de rivier de Osum, op de westelijke flank van het Tomorrmassief, circa 20 kilometer bezuiden prefectuurshoofdstad Berat. Het centrale plein van Poliçan is Sheshi Tomorri.

## Bestuurlijke indeling
Administratieve componenten (njësitë administrative përbërëse) na de gemeentelijke herinrichting van 2015 (inwoners tijdens de census 2011 tussen haakjes):
Poliçan (4318) • Tërpan (1716) • Vërtop (4919).
De stad wordt verder ingedeeld in 27 plaatsen: Bregas, Çorogjaf, Dodovec, Drenovë, Fushë Peshtan, Kapinovë, Lugas, Lybeshë, Mbrakull, Panarit, Paraspuar, Peshtan, Plashnik i Madh, Poliçan, Rehovë, Teman, Tërpan, Tomor i Madh, Tomor i Vogël, Tozhar, Vërtop, Vodicë, Vokopolë, Zgërbonjë, Zhapokikë, Zhitom i Madh, Zhitom i Vogël.

## Geschiedenis
Poliçan was een centrum van de Albanese wapenproductie, die gedeeltelijk ondergronds plaatsvond en waar 4500 mensen waren tewerkgesteld. Er werd onder meer een Albanese imitatie van de kalasjnikov gefabriceerd. Om die reden kon de plaats tijdens het communistische tijdperk niet door buitenlanders worden bezocht. In 2003 werden de meeste fabrieken definitief gesloten, en verloor de stad haar belangrijkste werkgever. Alle nog aanwezige wapens werden vernietigd.

## Politiek
De huidige (2012) burgemeester van Poliçan is Adriatik Zotkaj van de centrumlinkse PS. Zotkaj versloeg bij de gemeenteraadsverkiezingen van 2011 de centrumrechtse kandidaat Caush Qato met 1794 stemmen tegen 1763.

## Economie
Tegenwoordig bestaat de belangrijkste economische activiteit in Poliçan en omstreken in het uithouwen en gereedmaken voor export van decoratieve stenen dakpannen. Verder bevindt zich vandaag de dag een kleine bierbrouwerij in de stad.
In de omgeving van Poliçan worden voorts tarwe, mais en bonen en andere groenten verbouwd; in de heuvels teelt men olijven, kastanjes en andere noten, vijgen, kersen en druiven. Van die laatste wordt raki gedistilleerd, een van de bekendste exportproducten van de stad.

## Bezienswaardigheden
De Sint-Demetriuskerk (Kisha e Shën Mitrit) werd in 1977 een Religieus Cultureel Monument van Albanië.

## Sport
Voetbalclub KF Poliçani behaalde in 1968 de titel in de Kategoria e Dytë, Albaniës derde nationale klasse. Tegenwoordig (2013) speelt het team niet langer mee in de nationale reeksen.